# Влодзімеж Зайочоковський
Влодзімеж Зайочоковський (пол. Włodzimierz Zajączkowski; нар. 21 липня 1914, Вільно, Віленська губернія, Російська імперія — пом. 3 вересня 1982, Краків, Малопольське воєводство, Польща) — польський тюрколог караїмського походження, випускник Ягеллонського університету, протягом багатьох років займав посаду професора вище вказаного навчального закладу.
Похований на Караїмському цвинтарі у Варшаві, який знаходиться на вулиці Редутовій.

## Вибрані публікації
Роботи Влодзімежа Зайочоковського стосувались діалектів тюркських народів та їх фольклору:
- «Мова та фольклор татар з румунської Добруджі» (пол. Język i folklor Tatarów z Dobrudży rumuńskiej);
- «Мова та фольклор гагаузів у Болгарії» (пол. Język i folklor Gagauzów z Bułgarii)